# Giurgiu
Giurgiu (în bulgară Гюргево, transliterat: Ghiurghevo=, în turcă Yergöğü) este municipiul de reședință al județului cu același nume, Muntenia, România. Este un port fluvial important și un punct de frontieră cu Bulgaria. Are o suprafață de 5.388 ha.

## Așezare
Giurgiu se situează la marginea sudică a țării și a județului, pe malul stâng al Dunării, într-o zonă mlăștinoasă, la 65 km sud de capitala București, la granița cu regiunea Ruse din Bulgaria, regiune a cărei reședință, orașul Ruse, se află chiar pe malul opus al Dunării. Este reședința județului, și, alături de Ruse, unul dintre cele două centre ale euroregiunii transfrontaliere Ruse-Giurgiu. Orașul se află atât în Câmpia Burnazului, cât și în Lunca Dunării, solul fiind nisipos.
Orașul este la capătul șoselei naționale DN5, care îl leagă de București și care se termină la punctul de trecere a frontierei de la podul peste Dunăre aflat la sud-est de orașul propriu-zis. Drumul face parte din ruta europeană de referință nord-sud E85 și se continuă în Bulgaria cu șoseaua națională 2. La Giurgiu, din DN5 se ramifică șoseaua națională DN5C, care duce spre sud-vest la Zimnicea și șoseaua națională DN5B, care duce spre Ghimpați, de unde se continuă spre Găești cu DN61. Rețeaua rutieră este completată cu trei șosele județene: DJ507 pornește din DN5 în apropierea frontierei și duce spre nord-est la Oinacu și Gostinu; DJ503 duce spre nord-vest la Stănești, Toporu, Răsuceni și mai departe în județul Teleorman de Drăgănești-Vlașca (unde se intersectează cu DN6), Botoroaga, Moșteni, Videle, Blejești, Purani, Siliștea, Poeni, apoi mai departe în județul Dâmbovița de Șelaru, și în județul Argeș de Slobozia, Mozăceni, Negrași, Rociu, Oarja (unde are un nod pe autostrada A1 și Căteasca; DJ504 duce spre vest la Putineiu, Gogoșari și mai departe în județul Teleorman de Mârzănești, Alexandria (unde se intersectează cu DN6 și DN6F), Orbeasca, Olteni, Trivalea-Moșteni, Tătărăștii de Jos, Tătărăștii de Sus și mai departe în județul Argeș de Popești, Izvoru, Recea și Buzoești (unde se termină în DN65A).
Giurgiu are două stații feroviare, Giurgiu-Nord (construită pentru trenurile ce vin direct de la București și circulă spre Bulgaria) și Giurgiu. Calea ferată București-Giurgiu (1869, prima cale ferată din Principatele Unite ale Moldovei și Țării Românești) nu mai este însă folosită de la distrugerea în 2005 a podului peste râul Argeș de la Grădiștea, pod care, în 2018, nu fusese încă refăcut. Legătura cu Bucureștiul se realizează prin calea ferată Giurgiu-Videle.

## Istorie

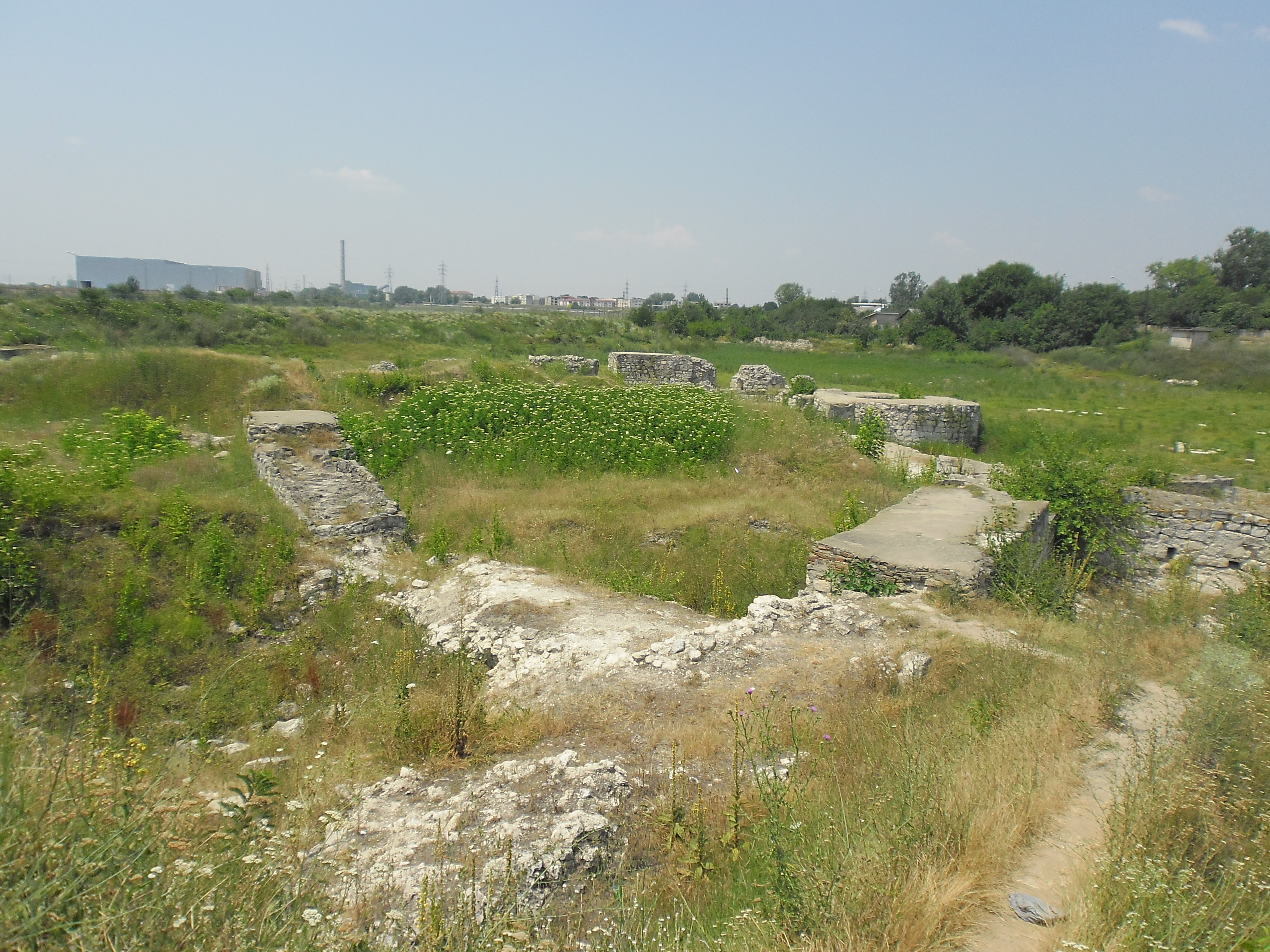
Ruinele cetății Giurgiu

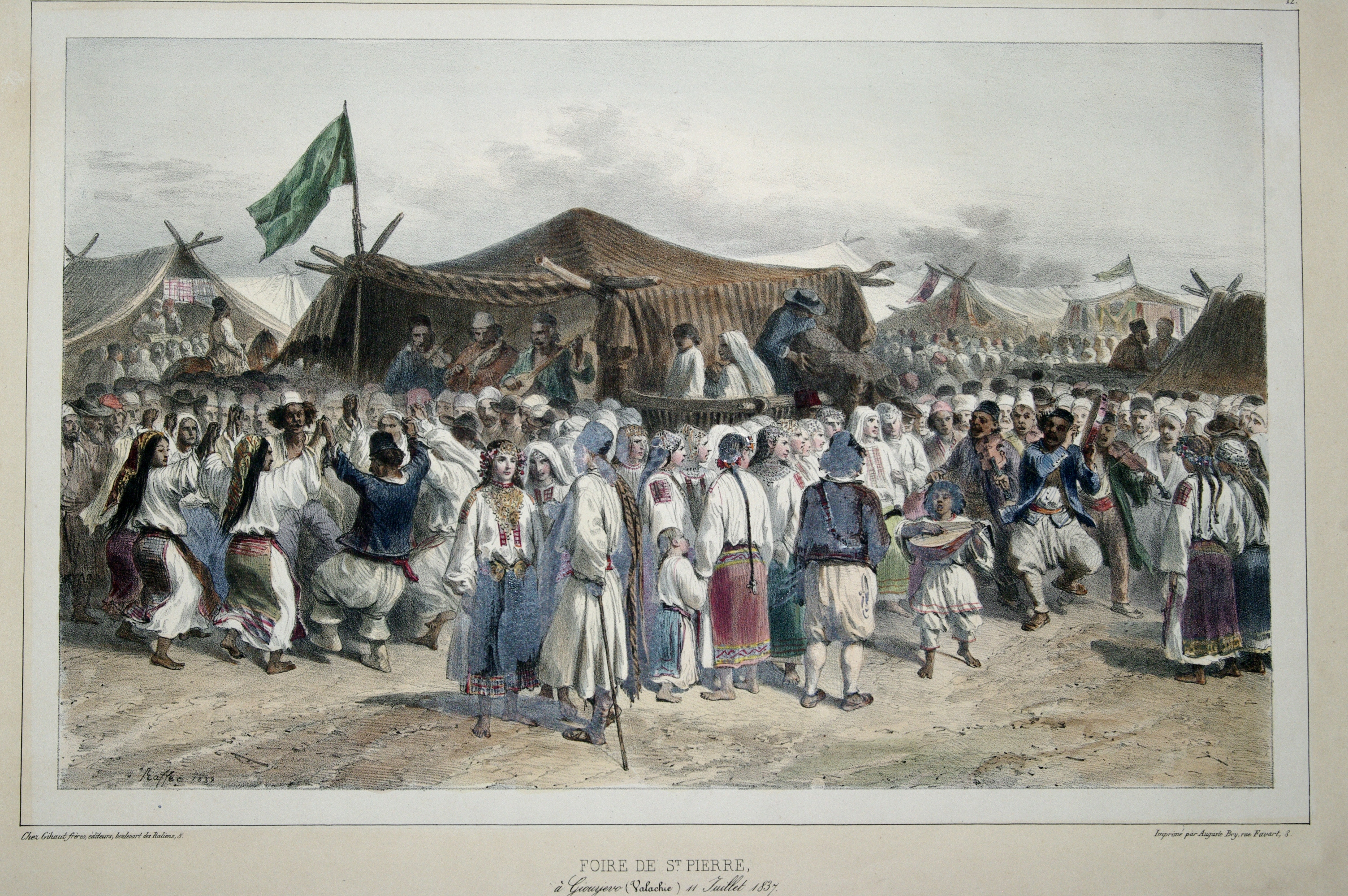
Giurgiu 1837

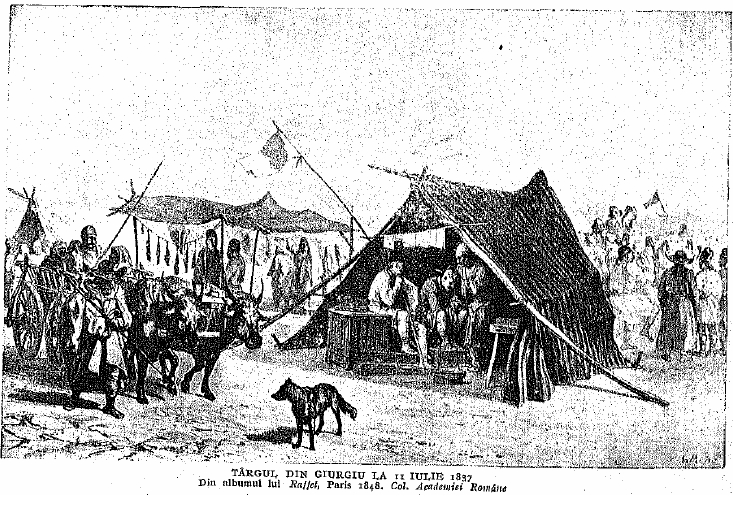
Giurgiu 1848

Cele mai vechi mărturii ale unei așezări omenești în arealul Giurgiului datează din Mezolitic (mileniile 10-7 î.Hr). După cum atestă cercetările arheologice, zona Giurgiului a fost dens populată în perioada dacă (secolul I î.Hr). Se ipotezează că în apropiere era localizată capitala lui Burebista, la Popești, pe râul Argeș. Împăratul roman Iustinian (483-565) a construit aici orașul Theodorapolis.
S-a propagat până în zilele noastre ipoteza că orașul Giurgiu ar fi fost fondat de genovezi și numit după sfântul protector al Genovei (San Giorgio). Această credință apărută în secolul al XIX-lea, deși larg difuzată, a fost respinsă ulterior de specialiști și ea nu mai constituie astăzi o ipoteză de lucru valabilă.
Un document în care apare toponimul pare a fi așa-zisul „Itinerar din Bruges”, din penultimul deceniu al veacului al XIV-lea, cu o listă de localități pe care pelerinii occidentali le aveau ca popasuri în drumul lor către Țara Sfântă.
Prima mențiune sigură a cetății Giurgiu este în documentul Codex Latinus Parisinus de la începutul secolului al XV-lea, sub forma Zorio. Mențiunea alăturată „loc pustiu” sugerează distrugerea cetății în timpul campaniei otomane din 1394 împotriva lui Mircea cel Bătrân.
În 1417 a fost cucerit de Imperiul Otoman care dorea astfel să dețină controlul traficului pe Dunăre. Otomanii au numit Giurgiul "Yergöğü", el devenind reședința unei raiale formate din hinterlandul său imediat.
Giurgiu a jucat un rol important în războaiele frecvente dintre români și turci pentru controlul Dunării, în special în campania antiotomană a lui Mihai Viteazul (vezi Bătălia de la Giurgiu), iar mai apoi în războaiele ruso-turce.
Mărită în 1560, cetatea a deveni un veritabil cap de pod pentru sultani peste Dunăre. Importanța cetății este sporită și de primirea titulaturii de kaza. Existența unui asemenea punct în stânga Dunării și foarte aproape de București a dus la un amestec major a sultanilor în trebuirile interne ale Țării Românești. Astfel se explică raidurile de cucerire ale lui Mihai Viteazul. Voievodul a reușit pentru câțiva ani să păstreze cetatea, după marea victorie de la Giurgiu din 1595. Doi ani mai târziu turcii reveneau în cetate pe care o refac și o măresc. Ultimul voievod român care a încercat o recuperare a ei a fost Mihnea al III-lea, dar acest lucru nu a făcut altceva decât să ducă la refacerea edificiului și la fortificarea orașului. Treptat cetatea din insulă își pierde importanța.
Ultima oară când e folosită drept bastion de apărare a fost în timpul luptelor ruso-otomane (1768-1774). Deși a fost cucerită de ruși, cetatea revine turcilor care fortifică orașul, devenind magazie de muniții. În toate războaiele ruso-austro-otomane ce au urmat cetatea a fost asediată.
Giurgiu a fost retrocedat Țării Românești în 1829, la acea dată zidurile și fortificațiile fiind însă complet distruse de către turci înainte de a se retragere, astfel că singura apărare care-i mai rămânea era castelul amplasat pe insula Slobozia, legată de țărm cu un pod.
Prima cale ferată din Regatul României a fost construită între București și Giurgiu, stația de la Giurgiu fiind inaugurată la 1 noiembrie 1869.
La sfârșitul secolului al XIX-lea, Giurgiu avea statut de comună urbană, reședința județului Vlașca, având o populație de 11.890 de locuitori, în proporție de trei sferturi români. În oraș funcționau un spital județean cu 20 de paturi, un tribunal județean, o judecătorie de ocol cu jurisdicție asupra plășii Marginea și a câtorva comune din plasa Câlniștea din județul Vlașca, două fabrici de bere, una de băuturi spirtoase, patru mori cu aburi, o instalație de fierăstraie mecanice pentru fasonatul lemnelor de brad, poștă și telegraf. Existau patru școli de fete și opt de băieți, având în total 694 de elevi, și un gimnaziu cu 168 de elevi; cultele religioase aveau șase biserici ortodoxe (întrucât în perioada otomană cultul creștin nu putea construi edificii de cult, majoritatea datează de după 1830, una singură, biserica „Sfântul Nicolae”, fiind o geamie musulmană transformată, iar biserica „Adormirea Maicii Domnului” fiind construită deasupra unei biserici subterane care a funcționat în timpul dominației turcești), o capelă catolică și două temple mozaice. Anuarul Socec din 1925 consemnează orașul cu 20.895 de locuitori.
În timpul celui de-Al Doilea Război Mondial, în cursul nopții de 28/29 iunie 1944, aviația anglo-americană a bombardat orașul Giurgiu, provocând pagube și stricăciuni.
În 1950, Giurgiu a primit statut de oraș regional în cadrul regiunii București, el devenind și reședința raionului Giurgiu, subordonat acestei regiuni. 
Între 1952-1954, regimul comunist, sprijinit de URSS, a construit Podul Giurgiu-Ruse (sau Podul Prieteniei), primul pod peste Dunăre care leagă România de Bulgaria. În 1968, orașul a fost declarat municipiu, el pierzând însă rolul de centru administrativ, fiind arondat județului Ilfov. El a redevenit reședință de județ odată cu înființarea județului Giurgiu în 1981 în urma unei reorganizări administrative regionale.

## Politică și administrație
Municipiul Giurgiu este administrat de un primar și un consiliu local compus din 21 consilieri. Primarul, Adrian-Valentin Anghelescu[*], de la Partidul Național Liberal, este în funcție din octombrie 2020. Începând cu alegerile locale din 2024, consiliul local are următoarea componență pe partide politice:
|  | Partid                          | Consilieri | Componența Consiliului | Componența Consiliului | Componența Consiliului | Componența Consiliului | Componența Consiliului | Componența Consiliului | Componența Consiliului | Componența Consiliului | Componența Consiliului | Componența Consiliului |
|  | ------------------------------- | ---------- | ---------------------- | ---------------------- | ---------------------- | ---------------------- | ---------------------- | ---------------------- | ---------------------- | ---------------------- | ---------------------- | ---------------------- |
|  | Partidul Național Liberal       | 10         |                        |                        |                        |                        |                        |                        |                        |                        |                        |                        |
|  | Partidul Social Democrat        | 7          |                        |                        |                        |                        |                        |                        |                        |                        |                        |                        |
|  | Alianța pentru Unirea Românilor | 3          |                        |                        |                        |                        |                        |                        |                        |                        |                        |                        |
|  | Uniunea Salvați România         | 1          |                        |                        |                        |                        |                        |                        |                        |                        |                        |                        |

## Demografie
Componența etnică a municipiului Giurgiu
     Români (81,5%)
     Romi (4,05%)
     Alte etnii (0,22%)
     Necunoscută (14,22%)
Componența confesională a municipiului Giurgiu
     Ortodocși (82,9%)
     Alte religii (1,87%)
     Necunoscută (15,23%)
Conform recensământului efectuat în 2021, populația municipiului Giurgiu se ridică la 54.551 de locuitori, în scădere față de recensământul anterior din 2011, când fuseseră înregistrați 61.353 de locuitori. Majoritatea locuitorilor sunt români (81,5%), cu o minoritate de romi (4,05%), iar pentru 14,22% nu se cunoaște apartenența etnică. Din punct de vedere confesional, majoritatea locuitorilor sunt ortodocși (82,9%), iar pentru 15,23% nu se cunoaște apartenența confesională.
|  | Graficele sunt indisponibile din cauza unor probleme tehnice. Mai multe informații se găsesc la Phabricator și la wiki-ul MediaWiki. |

Date: Recensăminte sau birourile de statistică - grafică realizată de Wikipedia

## Monumente istorice
În orașul Giurgiu se află 81 de obiective clasificate ca monumente istorice de diferite categorii și la ambele niveluri (național și local). Șase dintre ele sunt clasificate la nivel național, dintre care două sunt situri arheologice: cetatea Giurgiu (secolele al XIV-lea–al XVIII-lea) aflată la vest de Șoseaua Portului; și situl de la „Malu Roșu”, unde au fost găsite două așezări din paleoliticul superior și paleoliticul inferior. Două sunt clasificate ca monumente de arhitectură: fragmente din zidul cetății turcești (secolul al XVIII-lea) aflate în spatele loturilor de pe strada Dunării; și Turnul Ceasornicului (1771) din Piața Unirii, construcție bazată pe un minaret al unei vechi geamii. Celelalte două monumente istorice de interes național sunt monumente de for public: statuile din secolul al XIX-lea „Diana” (din Piața Gării) și „Apollo Belvedere” din strada Parcului, colț cu strada Călugăreni. Un alt monument important este Biserica Sfântul Nicolae ce datează din secolul al XIX-lea. La origine, aceasta a fost o moschee otomană.
Obiectivele din oraș incluse în lista monumentelor istorice din județul Giurgiu ca monumente de interes local sunt clasificate ca monumente de arhitectură (69) și monumente de for public (6).
Mausoleul Eroilor a fost construit între anii 1926-1934 din inițiativa filialei Societății „Cultul Eroilor“ din orașul Giurgiu, după un plan al arhitectului State Baloșin. El este situat pe locul fostului cimitir al eroilor, aflat în parcul spitalului. În mausoleu sunt înhumate osemintele a 632 de eroi, dintre care 350 eroi români (identificați), 69 eroi germani (identificați) și 213 eroi (necunoscuți) decedați la Giurgiu, Naipu, Prunaru și Bălăria sau în prizonierat în Bulgaria. Mausoleul este înscris la poziția nr. 251, având codul GR-II-m-B-14877.02, în “Lista monumentelor istorice”, actualizată prin Ordinul ministrului Culturii și Cultelor nr. 2314 / 8 iulie 2004.

## Economie

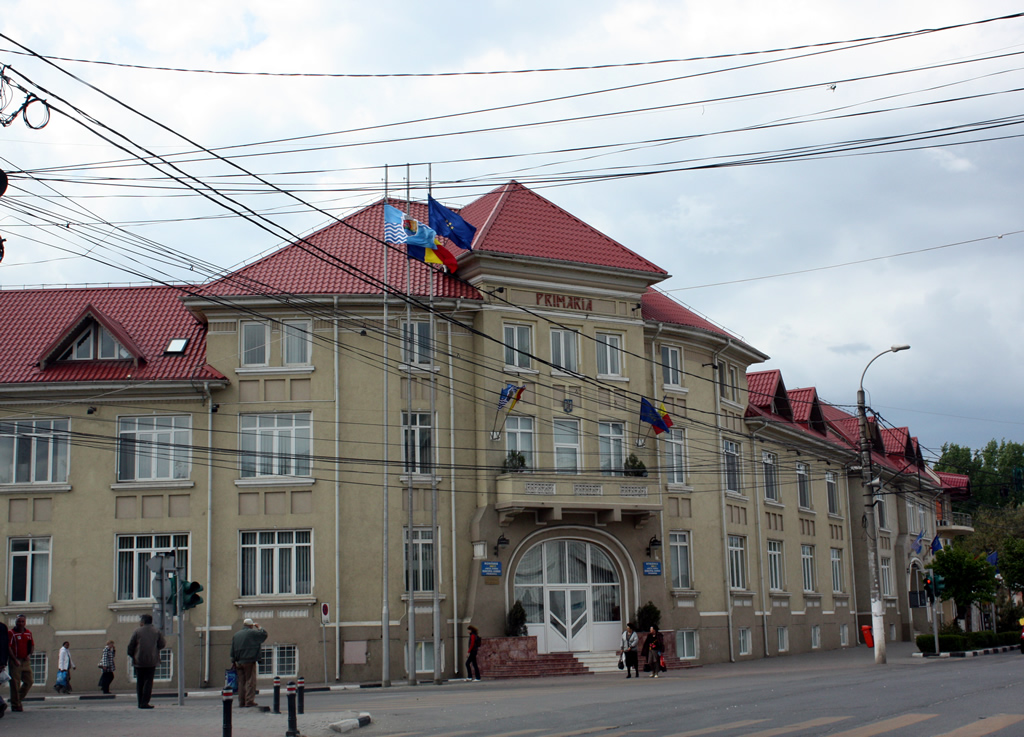
Primăria orașului Giurgiu

În economia județului Giurgiu se disting ca activități cu pondere semnificativă, agricultura, industria și comerțul.
În cadrul industriei județului reprezentative sunt: industria alimentară, a băuturilor și tutunului, producția de energie electrică și termică, captarea, tratarea și distribuția apei, extracția petrolului și gazelor naturale, industria textilă și a confecțiilor din textile.
În anul 1996 a luat ființă Regia autonomă “Zona Liberă “ Giurgiu amplasată în partea de sud-est a municipiului Giurgiu, pe o suprafață de 163.54 ha, care s-a transformat începând cu 01.06.2004 în societate comercială pe acțiuni.

## Etnografie și folclor
Centrul Județean pentru Conservarea și Promovarea Culturii Tradiționale desfășoară manifestări de mare amploare, printre care:
- Festivalul județean de muzică religioasă
- Festivalul județean „Șezătoarea”
- Festivalul județean „Călușul ca pe Vlașca”
- Festivalul județean de dans „Pas cu pas”
- Festivalul județean de datini și obiceiuri de iarnă „O, ce veste minunată!”
- Festivalul național de creație națională „Nichifor Crainic”
- Festivalul național al ansamblurilor folclorice de copii și tineret „Drăgaica”
- Festivalul internațional de creație literară „Dimitrie Bolintineanu”
- Serbarea câmpenească „Sărbătoarea bujorului”
- Festivalul internațional de muzică populară „Pe marginea Dunării”

## Orașe înfrățite
Municipiul Giurgiu este înfrățit cu următoarele localități:
- Peshkopi, Albania (din 1994)
- Ruse, Bulgaria (din 1997)
- Peristeri, Grecia (2000)
- Dunaujvaros, Ungaria (2000)
- Inegol, Turcia (2003)
- Izmail, Ucraina (2003)
- Edirne, Turcia (2005)
- Ramat Gan, Israel, (2006)
- Tivat, Muntenegru (2024)

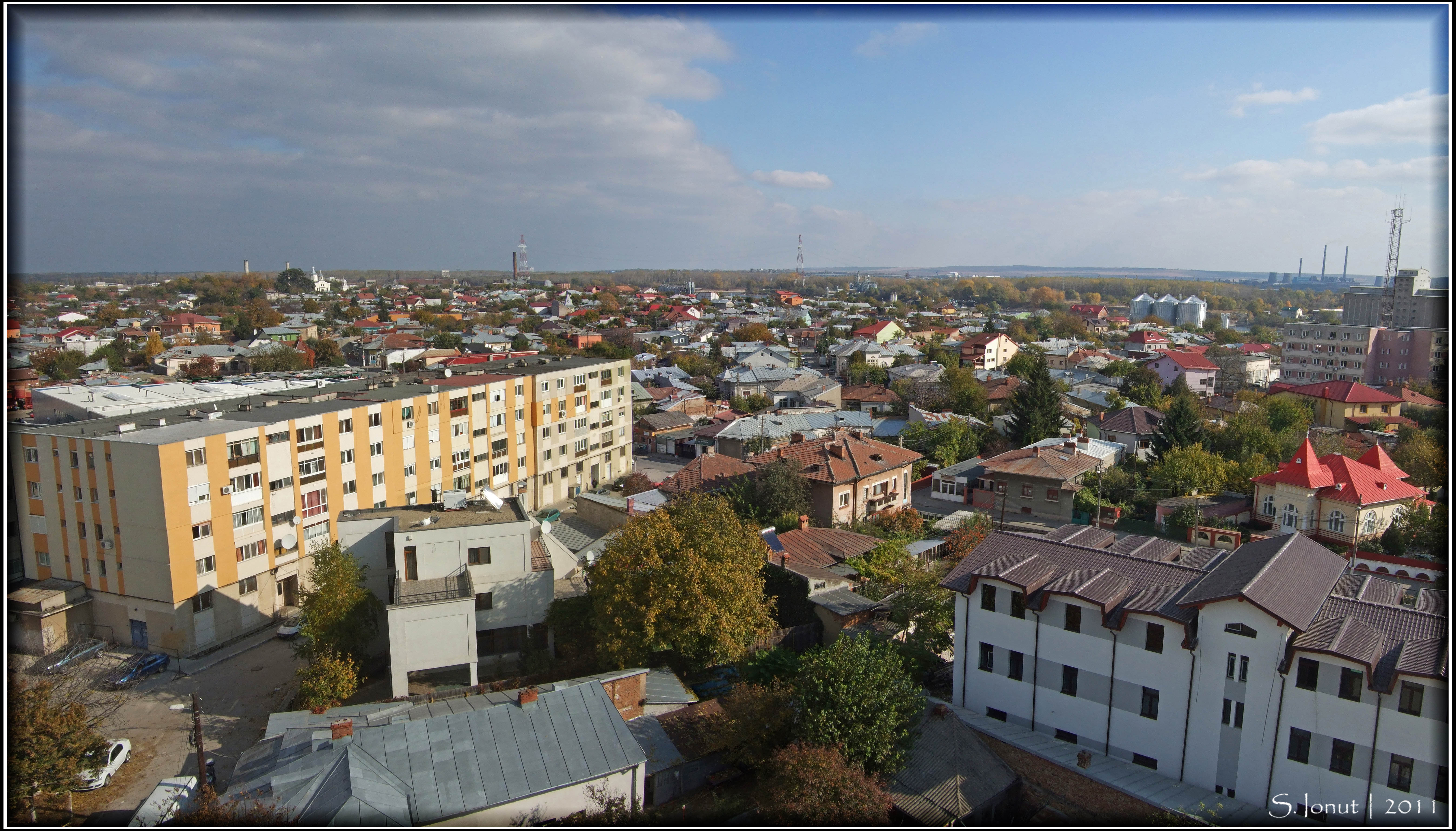
Panoramă din centru.

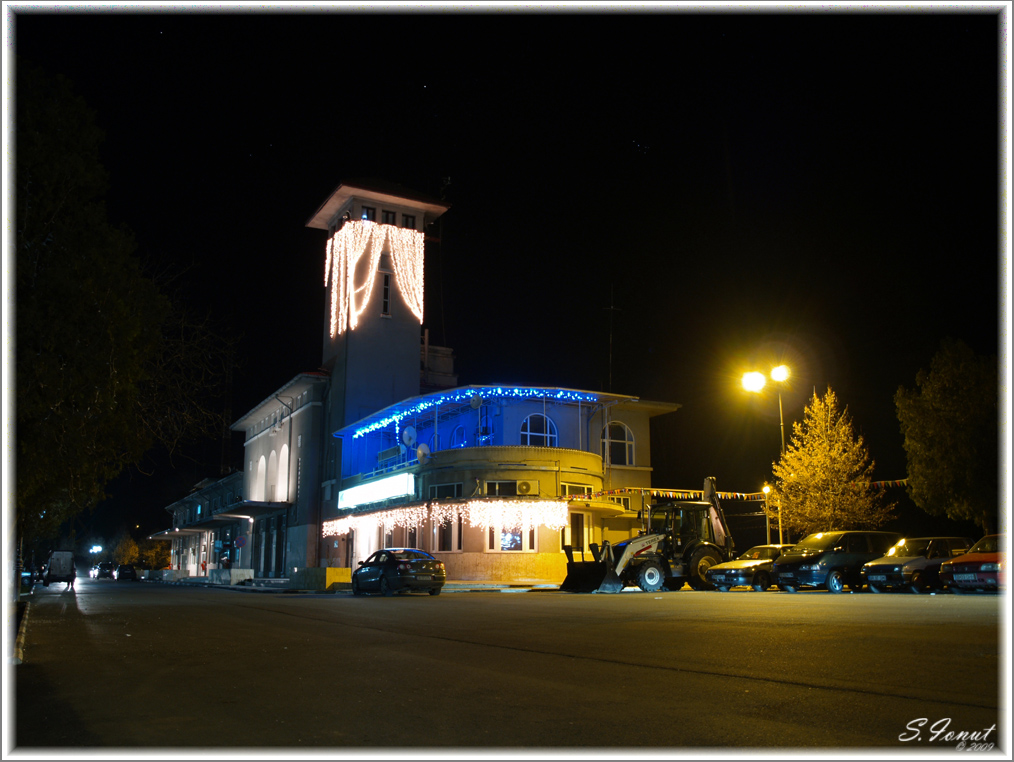
Portul Giurgiu.

## Personalități

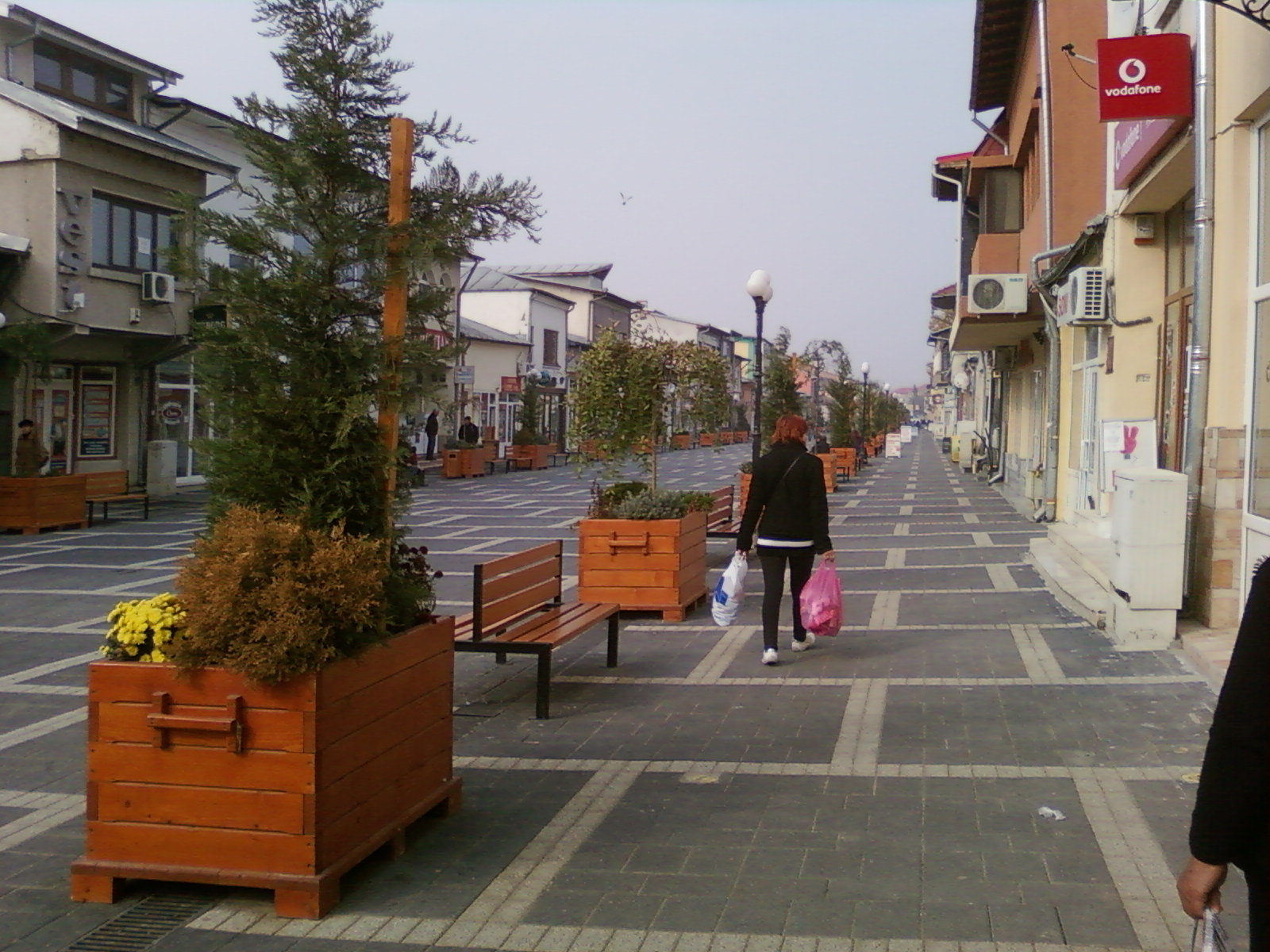
Pietonala din Centru. Fosta strada Gării.

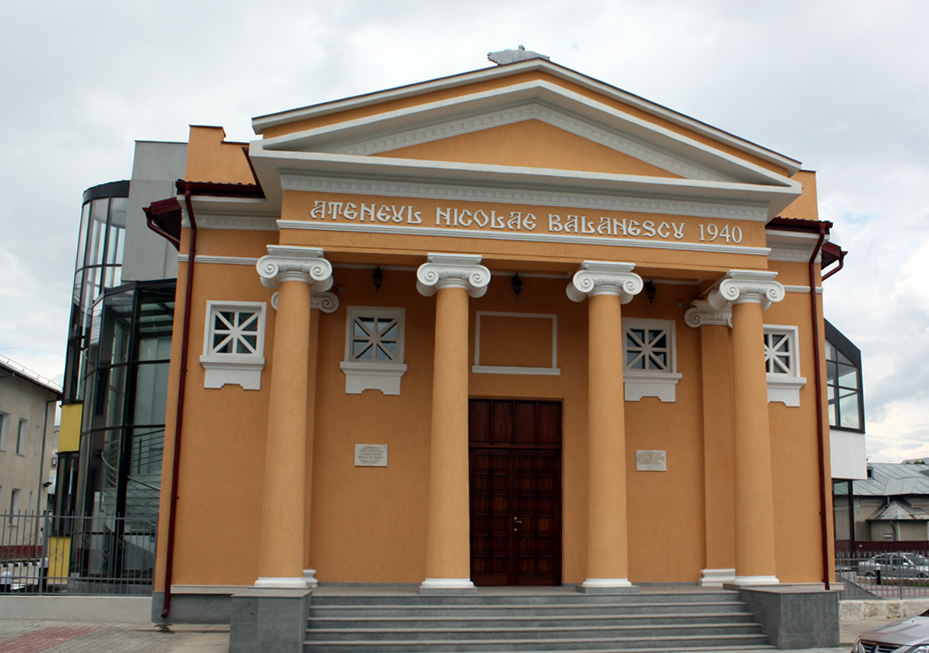
Ateneul Nicolae Bălănescu

- Nicolae Bălănescu (1866 - 1945), avocat, ziarist, om politic;
- Mihail Manicatide (1867 - 1954), medic pediatru, profesor la Facultățile de Medicină din Iași și București, fondatorul școlii științifice românești de pediatrie;
- Ion Ionescu-Bizeț (1870 - 1946), inginer și matematician;
- Ioan A. Bassarabescu (1870 - 1952), scriitor, membru corespondent al Academiei Române;
- Constantin Artachino (1870 - 1954), pictor;
- Paraschiv Stoian (1871 - 1941), anarhist;
- Nicolae Cartojan (1883 - 1944), istoric;
- Nicolae Dărăscu (1883 - 1959), pictor;
- Maria Teohari (1885 - 1975), astronom;
- Vasile Militaru (1886 - 1959), scriitor;
- Emanoil Bucuța (1887 - 1946), scriitor;
- Petre Drăgoescu (Drăgoicescu) (1887 - 1974), demnitar comunist;
- Mircea Dem Rădulescu (1889 - 1946), poet, dramaturg;
- Nichifor Crainic (1889 - 1972), scriitor;
- Dumitru Daponte (1894 - 1956), inginer, inventator;
- Ion Vinea (n. 1895 - 1964), poet;
- Tudor Vianu (1898-1964), critic, istoric literar, poet, filosof și traducător;
- Alexandru Cartojan (1901 - 1965), istoric, prozator;
- Toma Petre Ghițulescu (1902 - 1983), inginer;
- Alexandru Vianu (1903 - 1936), scriitor;
- Miron Nicolescu (1903 - 1975), matematician;
- Dinu Adameșteanu (1903 - 2004), istoric, arheolog;
- Emil Gulian (1907 - 1944), scriitor, traducător;
- Marin Gh. Voiculescu (1913 - 1991), medic, membru al Academiei Române;
- Ivanca Olivotto (1914 - 1996), matematiciană;
- Virgil Actarian (1921 - 1998), politician comunist;
- Eugenia Bădulescu (1921-2009), actriță;
- Constantin Teașcă (1922-1996), antrenor de fotbal;
- Mircea Ștefan Zăgănescu (1923-1998), profesor universitar doctor docent, cercetător în astrofizică la NASA;
- Emil Actarian[18] (1924 - 1987), inginer armean;
- Theodor Anton Neagu (n. 1932), paleontolog;
- Carmen Dobrescu (1933-2022), regizoare și director al Operei Brașov;
- Done Stan (n. 1937), ilustrator;
- Rodica Popescu-Bitănescu (n. 1938), actriță;
- Neagu Udroiu (1940 - 2022), publicist, scriitor;
- Constantin Năsturescu (n. 1940), fotbalist;
- Stan Stângaciu (n. 1942), general;
- Marian Mitea (n. 1943), compozitor, dirijor, membru al Uniunii Compozitorilor Belgieni
- Mihaela Mihai (n. 1946), cântăreață;
- Narcis Coman (n. 1946), fotbalist;
- Mariana Nicolesco (1948 - 2022), artistă lirică;
- Dumitru Lupu (n. 1952 - 2017), compozitor;
- Eugen Șerbănescu (n. 1952), dramaturg;
- Mihail Iușut (n. 1953), om politic;
- Petra Șerbănescu Tănase (n. 1954), pictoriță și muzeograf;
- Mihail-Constantin Eremia (1956 - 2006), jurist;
- Gino Iorgulescu (n. 1956), fotbalist, președinte al LPF;
- Gabriel Iordan-Dorobanțu (n. 1958), poet;
- Petre Crăciun (n. 1962), scriitor;
- Mirel Bîrlan (n. 1963), astronom;
- Ionuț Dan Ion (n. 1981), boxer;
- Ilona Brezoianu (n. 1990), actriță

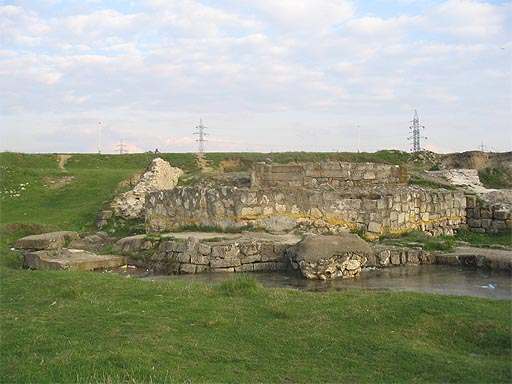
Giurgiu.
Ruinele Cetății din Insula Sloboziei, unde a domnit Mircea cel Bătrân.